# Paklena naranča (1971.)
Paklena naranča (eng. A Clockwork Orange) distopijski kriminalistički film snimljen prema istoimenom romanu Anthonyja Burgessa i to prema američkom izdanju, koje je bilo bez posljednjeg poglavlja. Režirao ga je Stanley Kubrick 1971. godine. U glavnoj ulozi karizmatičnog delikventa nastupio je Malcolm McDowell, a za soundtrack je zaslužna Wendy Carlos.
Film je izazvao burne reakcije i uveo izraz "ultranasilje" u svakodnevnu uporabu. U hrvatskim kinima nije bio nikada prikazan, ali je svejedno postao kultni fenomen. U Velikoj Britaniji film je nakon premijere povučen iz distribucije zbog želje redatelja Kubricka zgroženog medijskom hajkom koja je pratila film.

## Nagrade
- 3 nominacije za Zlatni globus (najbolji film, režija, glavni glumac Malcolm Mcdowell).
- 4 nominacije za Oscar (najbolji film, režija, scenarij, montaža).

## Kritike
Kritika je većinom hvalila film, makar su i neki prigovarali da je nasilje previše ekscesivno. James Brundage je hvalio film: "Poruka, za sve one koji nisu u stanju analizirati "Paklenu naranču" u bilo čemu osim u nasilju, je ista ona u Hinduizmu koja govori o karmi; svatko na kraju dobije ono što zaslužuje. Ovaj film je gorko slatka ironična priča o sociopatu Alexu Delargeu...On završi u eksperimentalnom programu kondicioniranja stvorenog kako bi od njega stvorili "programiranu naranču", nekoga tko je nesposoban ozljediti bilo koga. Kada biva otpušten iz zatvora, karma počinje djelovati. Beskućnik kojeg je prije istukao sada istuče njega. Spase ga dvojica policajaca, dvojica njegovih bivših kolega koje je prevario, pa sada i oni istuku njega..."Paklena naranča" je film koji, od početka do kraja, pršti ironijom. To je briljantno, crno poetično djelo koje istodobno fascinira i izaziva gađenje". Michael Atkinson je napisao: "...Kubrick je stvorio prvu punk tragikomediju koreografiranu poput crtića, meditaciju o pojmovima dobra, zla i slobodne volje koja je u jednakoj mjeri zavodnička koliko i neukusna. Da je Kubrick krivo procijenio udaljenost između komedije i okrutnosti je neosporno; no danas nije lako odgovoriti zašto ovaj film ostaje duboko u sjećanju..."Paklena naranča" je uokvirena poput satire, no nije jasno čemu se rugao Kubrick - tinejdžerima, silovateljima, kriminalnom postupku, liberalnoj birokraciji, bogate britanske klase; vi odlučite. Poput većine Kubrickovih filmova, i ovaj je originalan, hermetičan, jezovit spektakl kojemu se moramo diviti jer je jedinstven".
S druge strane, Roger Ebert je jednostavno otvoreno priznao da mu se film nije svidio te mu dao samo 2 od 4 zvijezde: "Kubrickova "Paklena naranča" je ideološki kaos, paranoidna desničarska fantazija koja se maskirala kao Orwellovo upozorenje. Pravi se da se protivi policijskoj državi i nametnutoj kontroli uma, no sve što radi je samo slavljenje zlobe glavnog protagonista, Alexa".”.
Arsen Oremović je filmu dao 4 od 4 'kritičarska prsta': "Nakon devedesetih, s filmovima kao što su "Rođeni ubojice", "Pakleni šund" i nizom drugih prozivanih naslova, definitivno su se pomakle granice u prikazivanju i percepciji nasilja na filmu. S današnje distance djeluje pomalo neshvatljivo da je "Paklena naranča" trpjela tako žestoke napade i bila zabranjena. Međutim, to ne znači da film djeluje staromodno jer Kubricku već na početku nije bio cilj scenama nasilja ići za realizmom, nego ih je koreografirao poput baleta, a poetika filma ostala je uglavnom netaknuta".

## Vanjske poveznice
- A Clockwork Orange u internetskoj bazi filmova IMDb-a
- A Clockwork Orange na Rotten Tomatoes
- A Clockwork Orange Multimedia Guide
- Uncyclopedia spoof article on A Clockwork Orange  Arhivirana inačica izvorne stranice od 15. ožujka 2006. (Wayback Machine)